# Sousceyrac
Sousceyrac (okzitanisch: Soçairac) ist eine Ortschaft und eine ehemalige französische Gemeinde  mit 814 Einwohnern (Stand: 1. Januar 2022) im Département Lot in der Region Okzitanien. Sie gehörte zum Kanton Cère et Ségala im Arrondissement Figeac. Sousceyrac liegt etwa 33 Kilometer westsüdwestlich von Aurillac.
Sousceyrac wurde mit Wirkung vom 1. Januar 2016 mit den Gemeinden Calviac, Comiac, Lacam-d’Ourcet und Lamativie zur Commune nouvelle Sousceyrac-en-Quercy zusammengeschlossen und übt dort seither den Status einer Commune déléguée aus.

## Bevölkerungsentwicklung
| Jahr                       | 1962 | 1968 | 1975 | 1982 | 1990 | 1999 | 2006 | 2013 |
| -------------------------- | ---- | ---- | ---- | ---- | ---- | ---- | ---- | ---- |
| Einwohner                  | 1227 | 1236 | 1044 | 1058 | 1064 | 988  | 920  | 878  |
| Quellen: Cassini und INSEE |      |      |      |      |      |      |      |      |

## Sehenswürdigkeiten
- Kirche Saint-Martin
- Schloss Grugnac aus dem 17. Jahrhundert, seit 1989 Monument historique

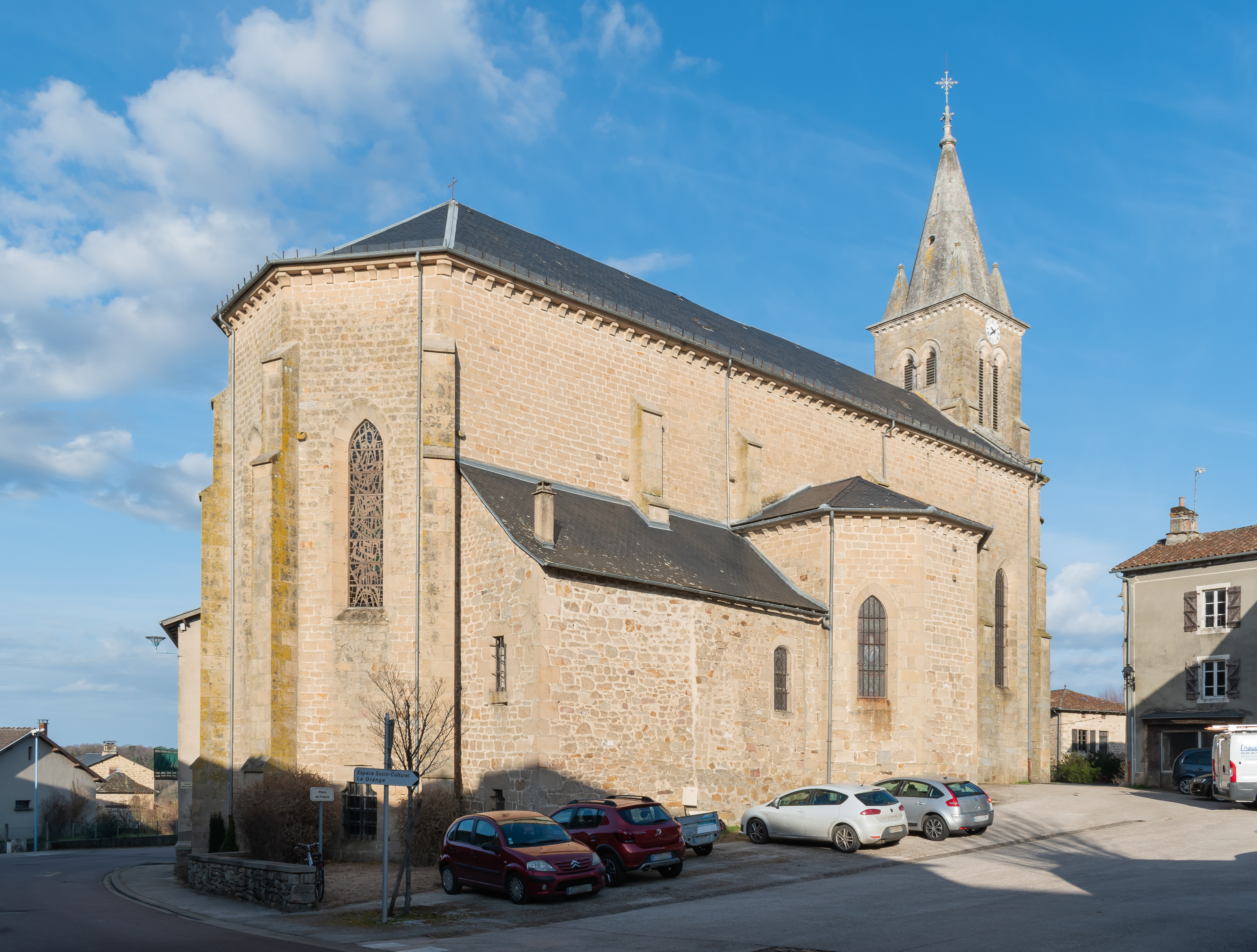
Kirche Saint-Martin